# Erlendur Hilmarsson
Erlendur Thor Hilmarsson, född 23 november 1980, är en svensk före detta fotbollsspelare (försvarare).
Hilmarsson kom 2001 till Gais från Brämhults IK, och var under vårens träningsmatcher en positiv överraskning på sin vänsterbacksplats. Han lyckades dock inte i serien, och gick efter säsongen till Mariedals IK.